# Fornillos
Fornillos (en ocasiones llamado Fornillos de Ilche) es una localidad perteneciente al municipio de Ilche, en el Somontano de Barbastro, en la provincia de Huesca (Aragón).

## Toponimia
El nombre de la localidad deriva del latín Forum Lignum, debido a que en el actual emplazamiento de la ciudad se ubicaba un mercado maderero aprovechando la cercanía de la vía que unía Huesca y Lérida.

## Historia
En 1845 se incorpora, junto a las localidades de Morillas y Permisán, al municipio de Ilche.